# Villares (Albacete)
Villares es una entidad de población española del municipio de Elche de la Sierra, perteneciente a la provincia de Albacete, en la comunidad autónoma de Castilla-La Mancha.

## Toponimia
El lugar puede aparecer referido como «Villares» y «Los Villares».

## Historia
Hacia mediados del siglo XIX, el lugar ya pertenecía a Elche de la Sierra. Aparece descrito en el decimosexto y último volumen del Diccionario geográfico-estadístico-histórico de España y sus posesiones de Ultramar de Pascual Madoz con las siguientes palabras:

VILLARES (los): denomináronse asi las dos ald. de Gutar y Buicorto, en la prov. de Albacete, part. jud. de Yeste, térm. jurisd. de Elche de la Sierra; se hallan sit. á dist. de 1/4 de hora una de otra; tienen una ermita dependiente de la parr., con un capellan de fija residencia. pobl., riqueza y contr. con Elche.
(Madoz, 1850, p. 264)

En 2023, la entidad singular de población tenía empadronados 105 habitantes y el núcleo de población, los mismos.